# 裸體沙灘

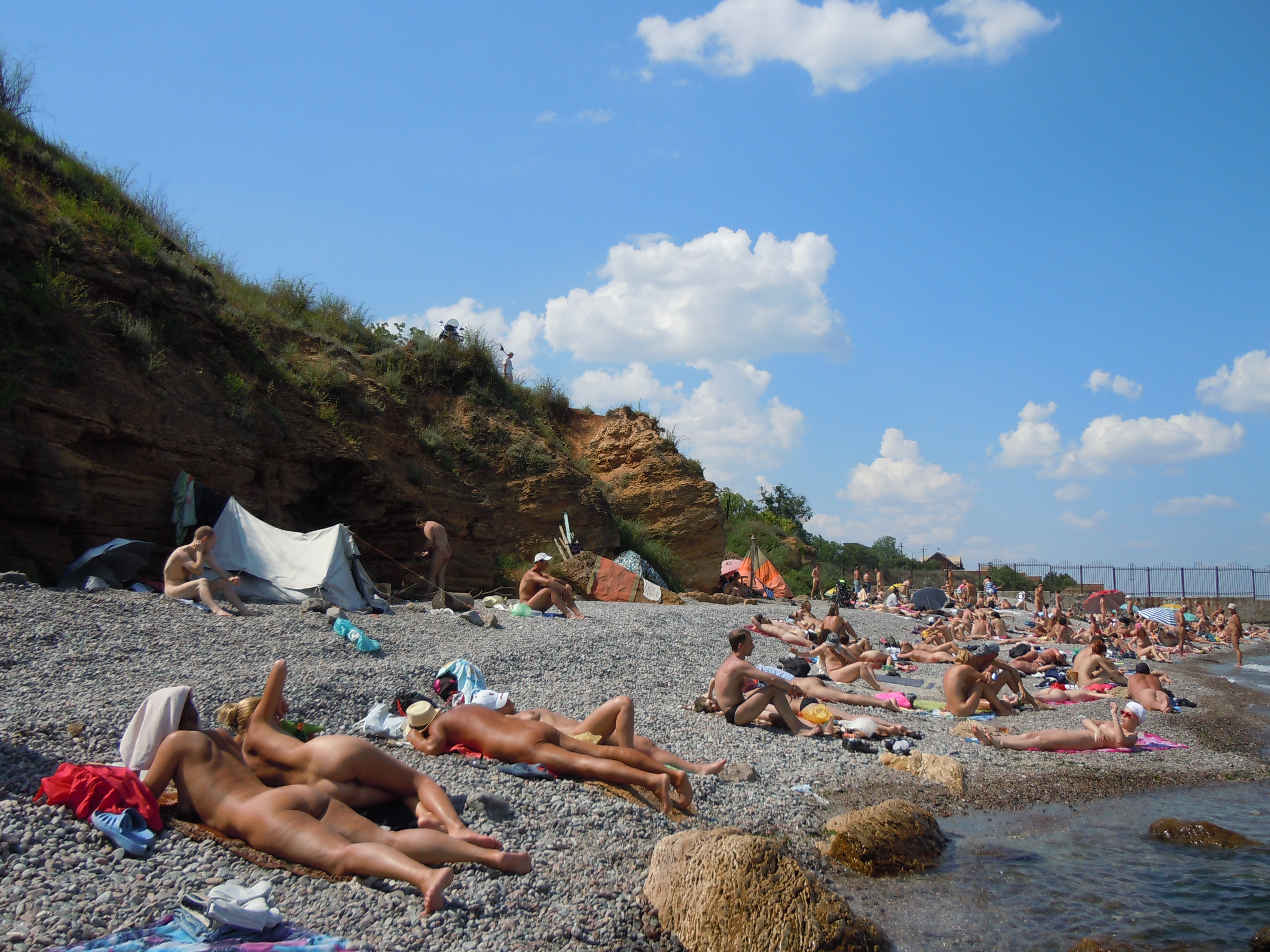
烏克蘭敖德薩一處裸體海灘

裸體沙灘或稱天體沙灘，是人們可以合法、自由地裸體的沙灘，其中的海灘慣稱裸體海灘或天體海灘。其他稱呼有「clothing-optional beach」（可穿可不穿的沙灘）或「free beach」（自由沙灘或自由海灘）。裸泳是公開裸體最常見的一種形式。由於沙灘通常在公共土地上，任何成員有權使用公共設施，無須任何會員資格、或認同任何哲學觀。沙灘設施的使用通常不必具名。不像天體營之類的設施，裸體沙灘通常不需要是會員或接受檢查。一般使用裸體沙灘設施是隨意的，不用事先預訂。裸體沙灘可能是正式的（有法律認可）、非正式的（得到居民或法律實施的容許）、或是違法的。

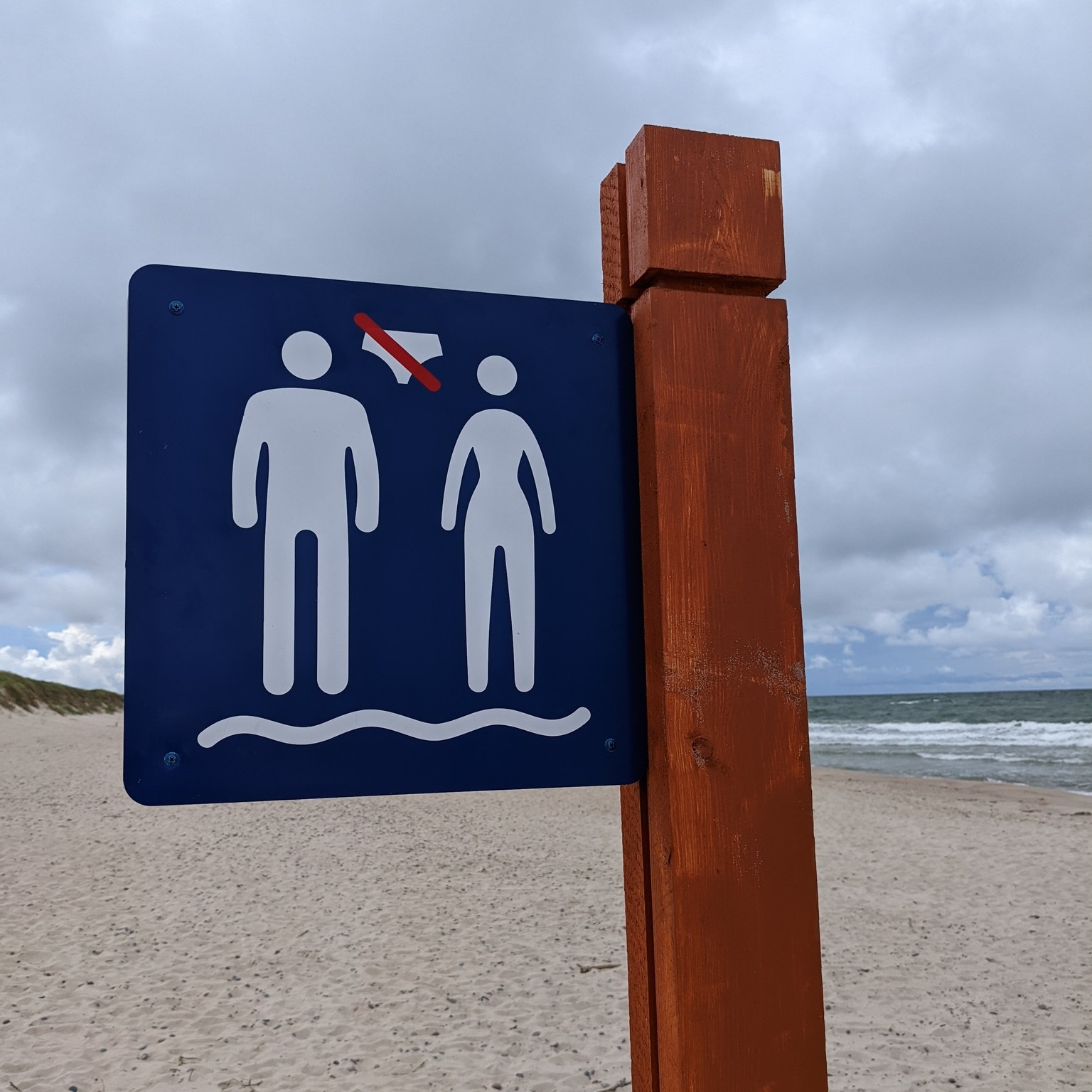
示意不許穿著衣物的標志

裸體沙灘不應和上空沙灘混淆，上空沙灘是男性與女性無須穿著上半身服裝的場所，但泳衣需要能夠覆蓋生殖器的區域。
裸體沙灘首次流行是在1950年代的法國海岸，而雖然已經傳播到世界各地，但仍舊寥寥可數。某些裸體沙灘是更大裸體區域的一部份，例如愛德角（Cap d'Agde）天體營區。丹麥大多數沙灘及挪威的所有沙灘都是可選擇穿上衣物的（clothing-optional）。
裸體沙灘往往是從非裸體地區物理隔離或孤立出來的。在其他情況下，沙灘客彼此保持著舒適的空間。指示牌通常用來警告沙灘客，在沙灘會遇到什麼，和（或）被隔離的不同地區。這是為了顧慮見到裸體會不舒服的人（見裸體恐懼症）。以及顧慮不喜歡被看太多的沙灘客，尤其是被穿著衣服的人看到（見窥视症）。
在正式認可的裸體沙灘，男女沙灘客有選擇自由，可以褪去衣物而不用擔心法律起訴或官員的騷擾。
無衣自在組織如Naturist Action Committee，遊說反對法律禁止裸體游泳和日光浴。

## 外部連結
- Naturist campingguide（页面存档备份，存于） - Naturist camping guide worldwide.
- Dutch Naturist Portal - Dutch Naturist Portal E-Card's.
- VivreNu（页面存档备份，存于） - French Naturism Portal.
- The Complete Guide To Nudism And Naturism (2006)  ISBN 1-84685-258-7 ISBN 978-1-84685-258-9
- Nudist beaches in the Netherlands（页面存档备份，存于） - Nudist beaches in the Netherlands  with routes and photos.
- Black's Beach（页面存档备份，存于） - Largest nude beach in United States.